# Centrophantes
Centrophantes is een geslacht van spinnen uit de familie hangmatspinnen (Linyphiidae).

## Soorten
De volgende soorten zijn bij het geslacht ingedeeld:
- Centrophantes crosbyi (Fage & Kratochvíl, 1933)
- Centrophantes roeweri (Wiehle, 1961)